# NGC 5371
NGC 5371 (również NGC 5390, PGC 49514 lub UGC 8846) – galaktyka spiralna z poprzeczką (SBbc), znajdująca się w gwiazdozbiorze Psów Gończych. Jest to galaktyka z aktywnym jądrem typu LINER.
Odkrył ją William Herschel 14 stycznia 1788 roku. 18 marca 1831 roku prawdopodobnie obserwował ją John Herschel, jednak niedokładnie określił jej pozycję. John Dreyer w swoim New General Catalogue skatalogował obserwację Williama Herschela jako NGC 5371, a Johna Herschela jako NGC 5390.
W galaktyce tej zaobserwowano supernową SN 1994Y.